# Древнерусская народность
Древнерусская народность (русь, восточнославянская народность, древнерусский этнос; самоназвание: др.-рус. и церк.-слав. рѹсь, ед. число рѹсинъ, также рѹсьскыи, рѹстии (людие); в историографии: рус. древнерусская народность, укр. давньоруська народність, бел. старажытнаруская народнасць) — единая этническая общность, которая, согласно распространённой в исторической науке концепции, сформировалась на протяжении X—XIII веков в Киевской Руси преимущественно из восточнославянских союзов племён, а также финно-угров, балтов и скандинавов. Основная часть населения Киевской Руси.
Сложилась в основном под влиянием становления единого государства. Консолидация населения государства происходила на основе совокупности объективных материальных причин и субъективных представлений о своём единстве. Русь обладала как «воображаемыми» элементами своего заявленного единства, так и объективными отличиями от других народов в плане однородной материальной и духовной культуры, включая общий язык, религию и др. Идентичность (этничность) народа основывалась на самосознании (самоидентификации), разделяемом представителями этой общности.
К середине X века скандинавский по происхождению народ русь широко распространился по Восточно-Европейской равнине. С течением времени полития Рюриковичей ликвидировала и ассимилировала другие группы руси на подчинённой ей территории и начала восприниматься с точки зрения внешних наблюдателей как единственная страна руси — Русская земля. В середине — первой половине X века этноним «русь» постепенно стал обозначать жителей именно этого территориально-политического образования. К середине XI века относится консолидация и окончательная самоидентификация руси в качестве отдельного «нового» христианского народа, обладающего самосознанием своей общности.
В рамках концепции считается, что все три современных восточнославянских народа — белорусы, русские и украинцы — возникли в результате постепенного распада единой народности. Считается, что политическое разделение восточнославянской территории в значительно мере способствовало развитию местных языковых и культурных особенностей, что привело к сложению белорусского, русского и украинского народов.
Культурное и политико-идеологическое наследие Киевской Руси, русских земель и княжеств XII—XIII веков и историческая память об этом периоде стали значимыми или даже интегральными составляющими для самоидентификации представителей элит и в значительной мере простых жителей таких государств, как Владимирское великое княжество, Московское великое княжество, Новгородская республика, Русское государство, и других политических образований Восточно-Европейской равнины в XIV—XVII веках. Идентичности русских, украинцев и белорусов во многом строились на представлениях о преемственности с народом русь.
По причине недостатка сведений из исторических источников вопросы о распространённости самоидентификации элиты и населения с общностью русь продолжают оставаться дискуссионными. Концепция единой древнерусской народности отвергается рядом учёных.

## Историография

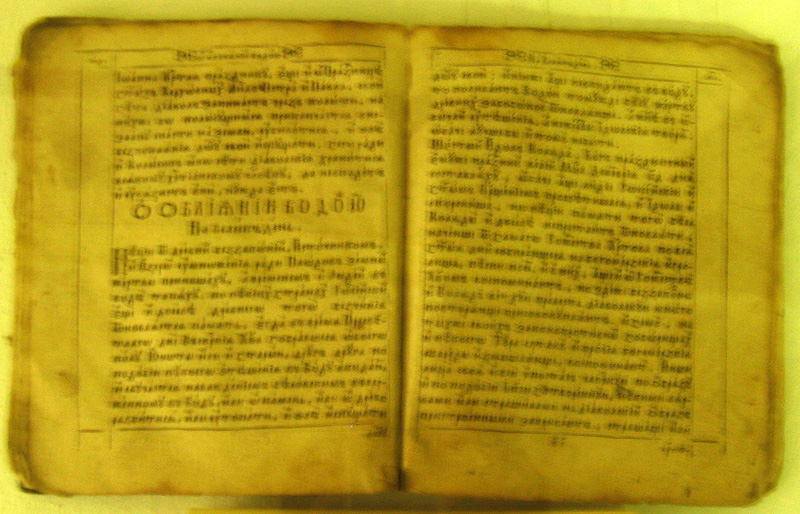
«Синопсис, или Краткое описание о начале русского народа» (1674)

В Новое время идея о единстве восточных славян в древнерусскую эпоху восходит к позднелетописным источникам и историческим сочинениям XVII века. О ней говорится в Густынской летописи, а в Киевском синопсисе, авторство которого приписывают архимандриту Киево-Печерской лавры Иннокентию Гизелю, излагается предположение об извечном единстве Малой и Великой Руси, обосновывая генеалогические права российского царя на земли бывшей Киевской Руси. Эти положения «Синопсиса» предопределили взгляды российских историков XVIII и XIX веков на всех восточных славян как на представителей «единого русского народа». В российской историографии XIX века время от времени возникали споры относительно «первородства» и преимущества на наследие Древнерусского государства, которые отдельные представители малороссов (Я. М. Маркович, М. А. Максимович) или великороссов (М. П. Погодин) приписывали именно своей ветви. Эти противоречия пытался сгладить А. Е. Пресняков, в 1907 году утверждавший, что у украинцев, русских и белорусов равные права на наследие Древней Руси. Параллельно с историками и Русской православной церковью идею древнерусского единства поддерживали филологи, показавшие существование единого древнерусского языка, который распался впоследствии на несколько родственных языков. Наиболее влиятельные труды по этому вопросу принадлежат А. Х. Востокову, И. И. Срезневскому, А. И. Соболевскому, А. А. Шахматову.
В противовес данной концепции М. С. Грушевский ввёл в обиход тезис об отдельности этногенезов украинцев и русских. Этот взгляд стал доминирующим в историографии украинской диаспоры и получил некоторое распространение в современной украинской науке. Грушевский считал предками «украинских племен» антов.
В своём современном виде концепция древнерусской народности возникла в советской историографии 1930-х годов. Белорусы, русские и украинцы были определены как три разных народа, образовавшиеся в XIV—XV веках, а Киевская Русь рассматривалась как их «общая колыбель». Б. Д. Греков выдвинул тезис об этническом единстве восточных славян в предшествующую разделению эпоху. М. И. Артамонов на заседании ОИФ АН СССР 26 мая 1940 года, где обсуждалась подготовка обобщающего издания «История СССР», вероятно, первым из советских историков предложил использовать для описания восточных славян понятие «народность» как особую этнокатегорию. Теоретическое и фактическое наполнение концепция обрела в 1940-е годы благодаря трудам украинца Н. Н. Петровского, русских А. Д. Удальцова и В. В. Мавродина. Именно Мавродину принадлежит авторство термина «древнерусская народность». Впервые он был употреблён в 1945 году в монографии «Образование древнерусского государства».
Проблематика древнерусской народности пережила масштабную дискуссию в начале 1950-х годов. Она была обоснована С. А. Токаревым, в её разработке также приняли участие археологи П. Н. Третьяков и Б. А. Рыбаков. А. И. Козаченко, выступая против сложившегося мнения, отметил, что при феодальной раздробленности, наступившей с распадом Киевского государства, консолидация древнерусской народности усилилась, а не ослабла. По мнению исследователя, древнерусская народность «одной из первых в Европе стояла на пути к консолидации в единую нацию». Существенная роль в оформлении и дальнейшем развитии концепции признаётся за советским историком и историографом, специалистом по эпохе феодализма Л. В. Черепниным. Тщательному анализу она была подвергнута также П. П. Толочко, подтвердившим существование единой древнерусской народности.
В. В. Седов на основе археологического материала считал, что славянские племена Восточной Европы прошли процесс консолидации, в результате которого к VIII—IX веку образовали единую древнерусскую, или восточнославянскую народность, ведущая роль в сложении которой принадлежала древнерусскому государству. Начало формирования народности хронологически совпадает с процессом складывания государства; территория государства совпадает с ареалом народности. Формирование государства и народности сопровождалось активным развитием экономики и культуры.
Новый подход к понятию «древнерусской народности» предложил в 2002 году украинский историк А. П. Толочко, призвав исследователей отказаться от попыток установления несуществующей, с его точки зрения, этнической общности восточнославянского населения в пользу изучения его как «воображённого сообщества» в духе концепции Бенедикта Андерсона.
Близкое к советскому понимание народности как предшественника современной нации присутствует у ряда представителей западной историографии Древней Руси. Современные английские историки Саймон Франклин и Джонатан Шепард считают возможным говорить о «начатках нации». Французский исследователь М. Бушар — о «средневековой нации», по его мнению, Русь можно отнести к числу тех европейских государств, в которых формирование наций началось до Нового времени.
В постсоветской историографии, белорусской, российской и украинской, предпринимались попытки отказаться от концепции древнерусской народности, однако до настоящего времени она остаётся доминирующей. В 2011 году точка зрения о происхождении трёх восточнославянских народов от единой древнерусской народности нашла отражение в совместном коммюнике историков из России и Украины на «круглом столе» в Киеве, посвящённом 1150-летию Древнерусского государства.
Украинский историк и археолог В. Д. Баран (1998) рассматривал носителей пражской культуры как предков украинцев, пеньковской культуры (с учётом восточных областей) — как русских, колочинской культуры — как белорусов. Белорусский археолог Г. В. Штыхов (1997) склонялся к мысли, что в Древней Руси отсутствовали объективные предпосылки сложения единой народности; могли формироваться только народности типа ильменских словен, имевших «город-государство» Новгород. Значение древнерусской книжности он сводил к написанной на церковнославянском языке Библии. Украинский лингвист Юрий Шевелёв отрицал существование единого древнерусского языка и писал о группе славянских диалектов.
К славистам, которые в своих трудах также поддерживают концепцию древнерусской народности, относятся: Л. А. Беляев, А. А. Гиппиус, А. А. Горский, Б. Д. Греков, А. Ю. Дворниченко, Э. М. Загорульский, А. А. Зализняк, Д. И. Иловайский, А. Н. Кирпичников, В. О. Ключевский, М. В. Ломоносов, Е. А. Мельникова, А. П. Новосельцев, В. Т. Пашуто, В. Я. Петрухин, Б. А. Рыбаков, В. В. Седов, А. В. Соловьёв, В. М. Соловьёв, С. М. Соловьёв, М. Н. Тихомиров, П. П. Толочко, Я. И. Трещенок, Б. Н. Флоря, И. Я. Фроянов, А. Л. Хорошкевич, В. Л. Янин.
К славистам, отрицающим существование единой древнерусской народности, принадлежат: В. Д. Баран, М. Ю. Брайчевский, И. Н. Данилевский, А. П. Моця, Г. П. Пивторак, С. Н. Плохий, О. И. Прицак, А. П. Толочко, Г. В. Штыхов.

## Аргументация
К признакам единства, которые позволяют говорить о единой общности, относятся единство литературного (церковнославянский, фактически — койне) и разговорного языка (вернакулярный древнерусский, дифференциация которого не выходила за пределы диалектов), территории, экономики, духовной и материальной культуры, религии, единая церковная организация, княжеская династия Рюриковичей, обладавшая монополией на высшую власть, одинаковые традиции, обычаи и право, военное устройство, а также наличие сознания единства Руси, общая историческая память о славном прошлом, которая фиксировалась историописанием, общая борьба против внешних врагов.
В качестве аргументов против существования единой древнерусской народности приводятся: расселение восточных славян в ареалах разных этнических субстратов (балтских, иранских, финно-угорских); трудности развития интеграционных процессов на столь обширной и сравнительно мало заселённой территории, как Восточноевропейская равнина; существование заметных различий в материальной культуре населения отдельных регионов; более глубокие языковые различия между отдельными группами восточных славян, чем это предполагалось ранее; в летописании домонгольского времени термин «Русь» мог относиться к территории Среднего Поднепровья («Русская земля» в узком смысле) и в этом качестве противопоставляется другим восточнославянским землям; однако в том же летописании термин Русь мог применяться и для территории всего Древнерусского государства.

## Причины формирования
Основная роль в формировании единой народности принадлежала древнерусскому государству, развивавшемуся с IX века. Важным фактором сложения древнерусской народности стало также формирование и развитие древнерусских городов.
С VII века на Восточно-Европейской равнине по археологическим данным прослеживается новый поток миграции славянского населения с Дуная, вначале в Поднестровье и Поднепровье, а после падения Великой Моравии в 906 году — вплоть до Приладожья. В VIII веке в Восточную Европу с территорий к северу от нижнего Дуная приходит новая волна славянских миграций, вызванная давлением романского населения, влахов/волохов. В числе славянских переселенцев с Подунавья имелось много квалифицированных ремесленников, что дало импульс для развития гончарного, ювелирного и других древнерусских ремёсел. Постепенная миграция славян из Дунайских земель отразилось в «Повести временных лет» и восточнославянском фольклоре. Переселение дунайских славян сыграло важную роль в этнокультурной консолидации разных славянских племён Восточной Европы.
Другая движущая сила интеграции восточных славян заключалась в формировании древнерусского дружинного сословия, которое в X веке смогло объединить различные по происхождению этнические компоненты, став мощным надплеменным образованием. Его культура вобрала в себя местные, скандинавские, византийские и восточные элементы. В X веке присутствие скандинавских дружинников и купцов повлияло на культуру поселений на крупных торговых путях и на раннегородские центры, включая Старую Ладогу, Гнёздово, Шестовицы под Черниговом, могильники Ярославского Поволжья и др.

## Материальная культура
О единой этнической общности свидетельствуют дальнейшее развитие древнеславянских культур Поднепровья, где лука-райковецкая культура наследует пражской культуре в Правобережье и роменской культуре в Левобережье, а также формирование единой древнерусской археологической культуры. Унифицированная древнерусская археологическая культура, объединившая территорию проживания руси, сложилась во второй половине X — первой половине XI века. Ей сопутствовала система устойчивых социально-экономических связей.
Археологическими памятниками единой древнерусской культуры являются курганные могильники, исторические города, городища, включая волостные и общинные центры, владельческие усадьбы, крепости, а также селища. На всей территории Руси возникает единая городская культура, обладавшая одинаковыми ремесленными традициями, включая кузнечное, гончарное, ювелирное, косторезное, деревообрабатывающее ремёсла. Отсутствуют региональные различия металлического убранства костюма горожанок. Развитие торговли способствовало проникновению в сельскую местность изделий городских ремесленников, в результате чего возникают общерусские типы украшений, предметов быта и вооружений. На всей территории восточных славян начиная с IX—X веков формируется единый погребальный ритуал — однотипные по обряду и инвентарю курганы. Кремация по всей Руси с течением времени сменяется трупоположением с западной ориентацией тела. В основном общие типы формируются для браслетов, перстней, серёг, лунниц, ожерелий из стеклянных и пастовых бус, предметов быта, сопровождающих курганные захоронения.
К XII веку заметны также элементы прежнего племенного деления. На основании ромбощитковых височных колец в бассейне Ильменя и на смежных территориях можно выделить ильменских словен; характерным признаком смоленско-полоцких кривичей являются браслетообразные височные кольца; для древнерусского населения, которое вышло из мерянской культуры, характерны браслетообразные украшения с незавязанными концами; вятичи определяются по семилопастным височным кольцам, для радимичей характерны по семилучевые височные кольца, для северян — спиральные. У волынян, древлян, дреговичей и полян, как сравнительно поздно образовавшихся объединений, в женском убранстве этнографические различия отсутствовали. Также не имели собственных височных украшений уличи, тиверцы и хорваты. Эти племена различались по ряду особенностей погребального обряда.
Имеющиеся различия в материальной культуре недостаточны для этнического размежевания, если они не осмысляются носителями как этнообразующие признаки.

## Идентичность
В течение второй половины X — начала XI века профессиональный военно-торговый компонент в структуре саморепрезентации руси убывает и замещается новой этничностью, которая конструировалась на основе восточнославянского языка, принадлежности к христианской вере и проживания на определённой территории.
После крещения Руси народ руси сравнительно быстро трансформировался в новый христианский народ. Несмотря на сохранение рудиментов дохристианских культов и верований, элита государства и, вероятно, значительная часть его населения после крещения стали идентифицировать себя в качестве христиан.
Весомый вклад в формирование общерусского национально-государственного самосознания внесла Русская церковь. Первые христианские князья киевские Владимир и его сын Ярослав Мудрый видимо хорошо осознавали государственно- и культурно-интегрирующую роль, которую играет единая митрополия и церковнославянский язык. Эта роль росла вместе с развитием политического партикуляризма со второй половины XI века, и особенно со второй трети XII века, когда различные политически независимые русские княжества связывали между собой, кроме церкви, только династическое родство и историческая память о прошлом государственном единстве. Осознание церковью новой общественно-политической роли отражено в усвоении с 1160-х годах киевскими митрополитами титула «митрополит всея Руси» взамен «митрополит Руси». Митрополиты, обычно греки, которые поставлявлялись в Константинополе, выступали в качестве третейских судей и миротворцев в междукняжеских усобицах. Большое значение в формировании единого церковно-культурного пространства средневековой Руси сыграли монастыри, в первую очередь созданный во половине XI века Киево-Печерский монастырь.
«Память и похвала князю Владимиру», источником которой был текст второй половины 990-х годах о деяниях князя, предположительно, «энкомий» или «прокламативная надпись», не называет жителей Киевской Руси специальным словом, но в памятнике присутствует идея их общности в качестве «новых христиан» и подданных киевского князя, о благополучии и спасении которых заботится это правитель.
В качестве христианского народа Русская земля окончательно представлена в «Слове о законе и благодати» середине XI века митрополита Илариона. В преамбуле сочинения эксплицитно обозначен «нашъ языкъ рускыи», «страна Русь», согласно тексту, хвалит крестителя и «великааго кагана нашеа земли» Владимира Святославича, потомка князей, которые испокон веку правили в «Русской земле». Самого Илариона ранняя летописная традиция называет «русином».
В Новгороде и Киеве с самого раннего периода (с XI века) существовала единая летописная система. В окончательном виде «мы-концепция» руси сформирована в ранней летописной традиции — от реконструируемого «Древнейшего сказания» середины XI века до «Повести временных лет» начала XII века. Предисловие к реконструируемому «Начальному своду», составленному на рубеже XI—XII веков передавало отчётливое представление о народе руси. Этим народом, согласно тексту, правят русские князья, он населяет Русскую землю. Эти представления усиливает мотив «богоизбранности» Русской земли — страны, и эсхатологические коннотации. «Повесть временных лет» включила устную мифоэпическую традицию, созданную древнерусской элитой, и переработав её, сформировала письменную историю народа руси. Памятник соединил аутентичные фрагменты исторической памяти с литературно-историографическими конструктами, топосами, в первую очередь библейскими. Так ранние летописцы фиксировали и в то же время «изобретали» этноисторическую традицию народа руси. Отделение руси («своих») от других народов («чужих») в ранних летописных памятниках было завершено, а также, хотя и специфически, отрефлексировано. Ранняя летописная традиция воспринимала этноним «русь» семантически как специфический этноним-политоним, который обозначал как новую общность Восточно-Европейской равнины, образованную из предшествующих, так и политию Рюриковичей. В «Повести временных лет» представления о руси как о христианском народе, исконно проживающем в Русской земле, даны в ещё более полном и завершённом виде.
К середине XII века в источниках наблюдается полное исчезновение старых племенных названий в пользу принадлежности к одной народности — «руси», причём на фоне процесса феодального дробления и трудностей интеграции на обширных просторах. Этническая дифференциация населения (словене, кривичи, поляне, древляне, северяне и др.) в источниках сменяется региональной (новгородцы, псковичи, смоляне, полочане, кияне и др.).
Сравнительно-исторические сопоставления с другими странами и регионами Европы (Германия, Франция, Скандинавия, Польша) говорят о более высокой степени общего этнического самосознания на Руси.
По причине недостаточности источниковой базы продолжают оставаться дискуссионными вопросы, какое распространение самоидентификация с макрообщностью русь имела за пределами небольшого круга интеллектуальной элиты (книжников), в какой мере ею обладала политическая элита и насколько она была воспринята массами населения всей Киевской Руси.
Согласно сравнительно-историческим и сравнительно-антропологическим исследованиям, носителями перформативных представлений об этнической идентичности «варварских общностей» — системы ценностей и репрезентировавших их субкультурных компонентов (ядра этнополитической традиции; нем. Traditionskern) являлись преимущественно элиты, которые существенно уступали в численности жителям контролировавшихся ими территорий. Однако эти элиты при необходимости могли успешно «навязывать» свою идентичность основному населению или, напротив, пресечь попытки населения присоединиться к ней или «узурпировать» её.

## Распад
К числу дискуссионных относится вопрос о верхней хронологической границе существования древнерусской народности. В советской историографии она относилась ко второй половине XIII века (Б. А. Рыбаков, Л. В. Черепнин, В. В. Седов и др.), реже к XII веку (Б. Д. Греков, В. В. Мавродин). Во многих современных исследованиях говорится о более длительном процессе, завершившемся не ранее XVI—XVII веков. Б. Н. Флоря связывает распад древнерусской народности с вхождением её представителей в состав разных государств с различным социально-политическим строем. Первым этапом он считает постепенную дифференциацию восточных славян Великого княжества Литовского и земель формирующегося Русского государства на протяжении XIV—XVI веков, вторым этапом — дифференциацию белорусов и украинцев в XVII веке на основе отличия общественных порядков в Войске Запорожском и на землях уменьшевшегося территориально после Люблинской унии Великого княжества Литовского.